# Périssac
 Périssac  es una población y comuna francesa, en la región de Aquitania, departamento de Gironda, en el distrito de Libourne y cantón de Fronsac.

## Demografía
| 654 | 621 | 642 | 719 | 864 | 877 |
| Para los censos de 1962 a 1999 la población legal corresponde a la población sin duplicidades (Fuente: INSEE [Consultar]) |     |     |     |     |     |